# Psychoda paraderces
Psychoda paraderces är en tvåvingeart som beskrevs av Quate 1962. Psychoda paraderces ingår i släktet Psychoda och familjen fjärilsmyggor. Inga underarter finns listade i Catalogue of Life.